# Stroma (plastiddel)
 For alternative betydninger, se Stroma. (Se også artikler, som begynder med Stroma)
Stroma i et grønkorn er nogle tyktflydende væsker, der ligger uden om og ind mellem grana, som er stakkene af tylakoider. I stroma foregår den afsluttende del af fotosyntesen, hvor der skabes forskellige kulhydrater, f.eks. glukose. Da grønkornet oprindelig er en endosymbiont, er stroma omsluttet af en membran, og det betyder, at stoftransport mellem stroma og grønkornets cytoplasma må foregå som en energikrævende proces.